# Zvonimir Boban
Zvonimir Boban (n. 8 octombrie 1968, Imotski, Cantonul Split-Dalmația, Croația) este un fost fotbalist croat, care a jucat cea mai mare parte a carierei sale pentru AC Milan. A câștigat cu aceștia patru trofee Serie A și un trofeu Liga Campionilor. El a fost membru al echipei naționale a Croației care a ajuns pe locul al treilea, la Campionatul Mondial de Fotbal 1998, cu Boban în calitate de căpitan.

## Palmares

### Internațional
- cu Iugoslavia
  - Campionatul Mondial de Tineret 1987 câștigător
  - Campionatul European de Fotbal sub 21 1990 locul doi
- cu Croația
  - Campionatul Mondial de Fotbal 1998 locul trei

### Club
- AC Milan
  - Serie A: 1993, 1994, 1996, 1999
  - Supercoppa Italiana: 1992, 1993, 1994
  - Liga Campionilor UEFA: 1994
  - Supercupa Europei: 1994

### Individual
- Campionatul Mondial de Fotbal de Tineret 1987: Balonul de Argint
- Fotbalistul croat al anului: 1991, 1999
- SN Yellow Shirt Award: 1991
- Franjo Bučar State Award for Sport: 1998, 2002

## Legături externe
- Zvonimir Boban pe site-ul FIFA (arhivat)
- Zvonimir Boban pe site-ul National-Football-Teams.com
- Zvonimir Boban Yugoslavia stats Arhivat în 6 iunie 2010, la Wayback Machine. at Reprezentacija.rs sr
- Zvonimir Boban at Transfermarkt.de de
- Restaurant Boban website (owned by Zvonimir Boban)
- Video of Boban clashing with police pe YouTube